# Demker
Demker is een plaats en voormalige gemeente in de Duitse deelstaat Saksen-Anhalt, en maakt deel uit van de Landkreis Stendal.
Demker telt 372 inwoners.